# 箕輪鼎
箕輪 鼎（みのわ かなえ、天保10年1月（1839年） - 明治27年（1894年）1月2日）は、日本の政治家、実業家。衆議院議員。幼名は睦助、通称は勘三郎。

## 来歴
信濃国佐久郡三塚村（現長野県佐久市）に生まれる。生家は代々酒造業を営み、田野口藩の御用達を務めた。長じて寺子屋師匠となり、村の庄屋となる。龍岡城築城の際には普請奉行に任命された。明治維新後は村の戸長、南佐久郡書記などを歴任し、明治14年（1881年）には長野県会議員となる。同19年（1886年）下高井郡長となり、同23年（1890年）第1回衆議院議員総選挙に当選した。コレラ防疫や、水害罹災者の救助などに活躍した。